# Rojo (volcan)
Pour les articles homonymes, voir Rojo.
Le Rojo est un petit volcan jeune et actuellement actif, qui se trouve dans la province argentine de Catamarca (département de Tinogasta). Il atteint l'altitude de 4 920 mètres. Son nom signifiant « volcan rouge » est lié à la couleur brun foncé d'une partie de son cône.

## Géographie
Le volcan Rojo fait partie du secteur oriental de la courte chaîne volcanique de la zone des 27 degrés de latitude sud, chaîne d'une cinquantaine de kilomètres de long, orientée est-ouest le long de la frontière argentino-chilienne et abritant plusieurs des plus hauts volcans de la terre.
Il fait partie des volcans proches du paso de San Francisco. Son altitude modeste de 4 861 mètres l'a fait passer inaperçu à côté de certains de ses imposants voisins. Il est cependant l'un des volcans les plus actifs de la zone dans la période récente.
Le Rojo est assez facile à reconnaître sur les photos satellites, où il se présente sous forme d'une tache noire plus ou moins arrondie correspondant aux récentes coulées de lave, et présentant un tentacule massif vers le sud. On peut observer le cratère se présentant sous forme d'une tache rougeâtre un peu décentrée vers l'est. Au nord-ouest de cette tache noire du volcan Rojo s'étend une deuxième tache noire, très irrégulière et de taille semblable, liée au volcan Negro dont le cratère apparait très clairement rougeâtre lui aussi.